# Sportsnet
Sportsnet é uma rede de televisão por assinatura do Canadá em língua inglesa dedicada à cobertura de esportes.